# Human Desire
Human Desire (Deseos humanos), conocida en Hispanoamérica con el título La bestia humana, es una película de género negro dirigida en 1954  por Fritz Lang, protagonizada por Glenn Ford y Gloria Grahame. Lang se basó en la novela de Émile Zola La Bête humaine. La historia había sido filmada dos veces antes: La Bête humaine (1938) dirigida por Jean Renoir y Die Bestie im Menschen protagonizada por Ilka Grüning (1920).

## Reparto
- Glenn Ford como Jeff Warren.
- Gloria Grahame como Vicki Buckley.
- Broderick Crawford como Carl Buckley.
- Edgar Buchanan como Alec Simmons.
- Kathleen Case como Ellen Simmons.
- Peggy Maley como Jean.
- Diane DeLaire como Vera Simmons.
- Grandon Rhodes como John Owens.

## Producción
La película fue rodada principalmente en la vecindad de El Reno, Oklahoma. Se utilizaron las instalaciones de lo que eran en su momento el Rock Island Railroad (ahora Unión del Pacífico), a pesar de que algunos de los fondos en movimiento muestran escenas de la costa Este como el puentes Pulaski Skyway y el famoso puente de "Trenton Makes — The World Takes" sobre el río Delaware.

## Recepción
El crítico Dave Kehr escribió de la película "Gloria Grahame, en su papel más descarado, implora a Glenn Ford acabar con el haragán de su marido, Broderick Crawford... Un apasionante melodrama, empañado sólo por la imposibilidad de Ford para registrar un sentido de perdición". Variedad escribió que Lang "se va por la borda en su esfuerzo para crear el estado de ánimo." Bosley Crowther de The New York Times escribió, "Aquí no hay ni un solo personaje por el que usted sienta la más mínima simpatía, y no hay una gran cosa por lo demás por la que sea probable que usted se pueda interesar."

## Preservación
La Academy Film Archive preservó Human Desire en 1997.